# Semiramida

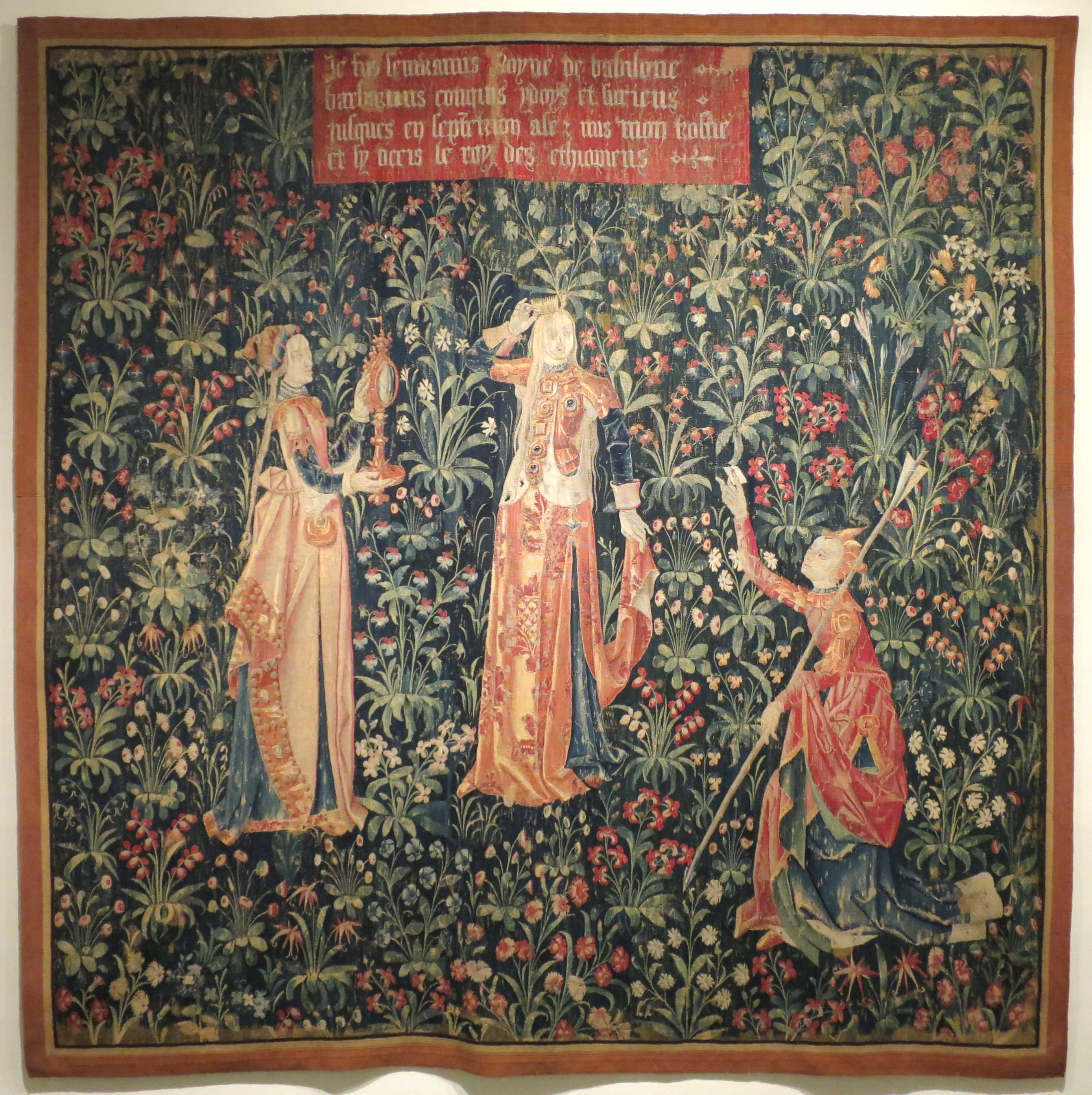
Semiramida ze służącymi (XV-wieczna tapiseria flamandzka)

Semiramida – znana z tradycji antycznej legendarna królowa babilońska, bohaterka licznych podań i legendarnych opowieści bliskowschodnich. 
Przez Herodota wymieniana (Dzieje I, 184) jako ta, która wzniosła nabrzeża portowe w Babilonie. Według Diodora Sycylijskiego (Biblioteka historyczna II, 4-20) miała być półboginią, wykarmioną w dzieciństwie przez gołębice, kobietą wielkiej urody, małżonką króla asyryjskiego Ninusa. Miała być fundatorką miasta Babilon i twórczynią imperium rozciągającego się od Egiptu po Indie. Przed śmiercią przekazać miała władzę synowi Ninjasowi, a sama zamienić się w gołębicę. W tradycji armeńskiej zachowała się opowieść o wielkiej wyprawie Semiramidy do Armenii i założeniu przez nią miasta Wan.
Zdaniem wielu badaczy pierwowzorem postaci Semiramidy mogła być Sammu-ramat – asyryjska królowa i małżonka Szamszi-Adada V (823-811 p.n.e.).
Imię Semiramida nadal jest popularne na obszarze Bliskiego Wschodu.